# 大坡外镇
大坡外镇，是中华人民共和国广西壮族自治区玉林市北流市下辖的一个乡镇级行政单位。

## 行政区划
大坡外镇下辖以下地区：
大坡外村、新安村、大坡内村、高峰村、南盛村、琴冲村、古哿村、分水村、北容村、沙坡村和三板村。